# Glace VI
La glace VI est une phase cristalline quadratique (ou tétragonale) de haute pression de la glace de H2O. Sa structure cristalline est  de groupe d’espace P42/nmc (no 137) .
 Elle est composée de deux sous-réseaux d’octaèdres interpénétrés sans liaison hydrogène entre eux. Les paramètres de maille de la glace VI sont de a = 6,181 Å, c = 5,698 Å à 1,1 GPa et 225 K. Sa maille cristallographique contient dix molécules d'eau, soit un volume spécifique d'environ 21,76 Å3 par molécule.
Ce polymorphe de haute pression suscite un grand intérêt en planétologie et exobiologie car il pourrait composer une part significative des hydrosphères des satellites de glace et des exoplanètes océan.